# Quetzaltenango
För andra betydelser, se Quetzaltenango (olika betydelser).
Quetzaltenango (även kallad: Xelajú eller Xela) är en av de största städerna i Guatemala och är huvudort för departementet Quetzaltenango. Staden var huvudstad i det historiska området Los Altos.